# Чарноляс (Зволенський повіт)
Чарноляс (пол. Czarnolas) — село в Польщі, у гміні Полічна Зволенського повіту Мазовецького воєводства.
Населення — 489 осіб (2011).
У 1975-1998 роках село належало до Радомського воєводства.

## Демографія
Демографічна структура станом на 31 березня 2011 року:
|          | Загалом | Допрацездатний вік | Працездатний вік | Постпрацездатний вік |
| -------- | ------- | ------------------ | ---------------- | -------------------- |
| Чоловіки | 243     | 34                 | 172              | 37                   |
| Жінки    | 246     | 37                 | 138              | 71                   |
| Разом    | 489     | 71                 | 310              | 108                  |